# Enrique Casas
Enrique Casas Vila (Guadix, 9 de octubre de 1943 - San Sebastián, 23 de febrero de 1984) fue un físico y político español, perteneciente al Partido Socialista de Euskadi (PSE-PSOE), asesinado por los Comandos Autónomos Anticapitalistas.

## Biografía
Licenciado en Ciencias Físicas por la Universidad de Erlangen-Núremberg (Alemania), Enrique Casas fue militante del PSOE y de la Unión General de Trabajadores. Fue elegido secretario de organización del PSE-PSOE en 1977 y secretario general del PSE-PSOE de Guipúzcoa en 1979. Estaba casado con Bárbara Dührkop, que fue más tarde eurodiputada española, con quien tenía cuatro hijos: Daniel, Cristina, Andreas y Richard.
Entre 1980 y 1984 fue miembro del Parlamento Vasco, así como senador designado por dicho parlamento en la I Legislatura de la democracia, del 30 de junio de 1981 al 31 de agosto de 1982, y en la II Legislatura, puesto que ocupó hasta el momento de su muerte.
Enrique Casas fue asesinado a la puerta de su casa el 23 de febrero de 1984, en el tercer aniversario del fallido golpe de Estado del 23-F, por el grupo terrorista Mendeku de los Comandos Autónomos Anticapitalistas (CAA). Este grupo lo hacía responsable de la represión a la izquierda abertzale por su condición de miembro de la Junta de Seguridad del País Vasco, creada por los gobiernos central y autonómico, acusándolo de haber diseñado los últimos episodios de «guerra sucia» junto con Ricardo García Damborenea, secretario general del PSE-PSOE de Vizcaya, como así reconoció este último en 1995 durante el proceso judicial celebrado por el caso Marey.
El asesinato, cometido en plena campaña electoral, tres días antes de las elecciones al Parlamento Vasco, en las que Enrique Casas era cabeza de lista por Guipúzcoa, provocó una fuerte convulsión política; todos los partidos suspendieron de inmediato sus actos electorales —a excepción de Auzolan, aunque también lo condenara— y se convocó una huelga general. El dirigente de Herri Batasuna Iñaki Esnaola criticó duramente el atentado, previendo una respuesta por parte de los GAL hacia su formación, como efectivamente ocurrió con el asesinato de Santiago Brouard.
Como responsables del asesinato de Enrique Casas fueron detenidos un mes después Rosa María Jimeno, empleada del ayuntamiento de Orio, y José Luis Merino Quijano, el único superviviente del controvertido tiroteo de Pasajes en el que fallecieron cuatro miembros de los CAA, víctimas de una emboscada premeditada de la Policía. Pablo Pego Gude, considerado el autor de los disparos que acabaron con la vida de Enrique Casas, también falleció en un enfrentamiento con la Guardia Civil en agosto de 1984. Como consecuencia de estas acciones policiales, los CAA quedarían prácticamente disueltos. En 1985 José Luis Merino Quijano fue condenado por la Audiencia Nacional a 53 años de prisión, de los que cumplió diecisiete, siendo puesto en libertad en 2001. Rosa María Jimeno permaneció en prisión algo más de tres años.
En junio de 2014 se colocó una placa de recuerdo en el Parlamento Vasco en homenaje a Enrique Casas, junto con las de los parlamentarios Santiago Brouard, asesinado por los GAL, Gregorio Ordóñez y Fernando Buesa, ambos asesinados por ETA.